# Norman Lewis
Norman Lewis (28 de junio de 1908 - 22 de julio de 2003) fue un periodista británico influyente y un autor prolífico. Fue conocido por su literatura de viajes. Escribió doce novelas y varios volúmenes autobiográficos.
Entre los temas que trató se incluyen sus experiencias en la ocupación aliada de Nápoles durante la Segunda Guerra Mundial por las fuerzas aliadas (Nápoles 1944), la Indochina Francesa (Un dragón latente), Indonesia (Un Imperio de Oriente), la Mafia y la isla de Sicilia (La Honorable Sociedad y Sicilia) y la destrucción causada por misioneros cristianos en Latinoamérica (Los Misioneros). Fue calificado por Graham Greene como “uno de los mejores escritores, no de ninguna década particular, sino  de nuestro siglo".
En 1968, su artículo "Genocide in Brazil", publicado en el Sunday Times, impactó de tal modo en la opinión pública que culminó con la fundación, en 1969, de Survival International, una organización no gubernamental dedicada a la protección de los pueblos tradicionales del mundo.